# Cotoneaster sanguineus
Cotoneaster sanguineus är en rosväxtart som beskrevs av Tse Tsun Yu. Cotoneaster sanguineus ingår i släktet oxbär, och familjen rosväxter. Inga underarter finns listade i Catalogue of Life.